# Bitwa o Kopanicę
Bitwa o Kopanicę – bitwa powstańców wielkopolskich z siłami pruskimi, do której doszło 11 stycznia 1919 w Kopanicy.
Celem dowództwa powstańczego po 5 stycznia 1919 roku było zabezpieczenie i rozszerzenie zdobyczy terytorialnych na zachodzie regionu. Porucznik Kazimierz Zenkteller planował w tym zakresie szerokie działania ofensywne, w tym zdobycie Zbąszynia i Międzychodu.
Do bitwy doszło w sposób spontaniczny. Celem wojsk polskich było zdobycie Zbąszynia. Wojska te wymaszerowały 10 stycznia 1919 roku z Wolsztyna. Dowódcą był podporucznik Stanisław Siuda, a w skład grupy wchodziły następujące jednostki: kompania wolsztyńska (120 ludzi, dowódca – podporucznik Stanisław Tomiak), kompania wielichowska (około 100 ludzi, dowódca – podporucznik Kazimierz Szcześniak), kompania stęszewska (około 120 ludzi, dowódca – podporucznik Szyfter) i oddział rakoniewicki (około 40 ludzi, dowódca – podporucznik Żak). Przed bitwą siły te wzmocnić miały jeszcze oddziały z Chobienic, Obry i Kębłowa.
Po otrzymaniu informacji, że Niemcy zamierzają uniemożliwić atak na Zbąszyń od zachodu, a także odciąć powstańcom ewentualny odwrót, kierunek marszu zmieniono w Siedlcu na Kopanicę, gdzie znajdował się batalion niemiecki, stale wzmacniany posiłkami. Czas ataku wyznaczono na 11 stycznia, na godz. 4:00. Jednoczesny atak z północy (kompania stęszewska), północnego wschodu (kompania wielichowska) i południa (oddziały rakoniewicko-obrzańsko-kębłowskie) kompletnie zaskoczył Niemców, którzy jednak stawiali zacięty opór. Ostatecznie, ponosząc duże straty, wycofali się w kierunku Kargowej, gdyż powstańcom nie udało się odciąć im drogi ucieczki. Zdobyto duże ilości sprzętu i broni. Jeden powstaniec zmarł z odniesionych ran, a kilku pozostałych odniosło tylko lekkie obrażenia.
Atak na Kopanicę znalazł uznanie Dowództwa Głównego. W rozkazie z 13 stycznia 1919 napisano m.in.: Odważny atak oddziałów wolsztyńskich, wielichowskich, grodziskich pod rozważnym dowództwem komendantów Siudy i Nieboraka, uwieńczony zabraniem Kopanicy i linii nadobrzańskiej, oddał sprawie Księstwa Poznańskiego cenną przysługę.